# فوربینگ پارک (آریزونا)
فوربینگ پارک (به انگلیسی: Forbing Park) یک منطقهٔ مسکونی در ایالات متحده آمریکا است که در آریزونا واقع شده‌است. فوربینگ پارک ۱٬۶۷۲ متر بالاتر از سطح دریا واقع شده‌است.